# The Millionaire (1921)
The Millionaire is een Amerikaanse dramafilm uit 1921 onder regie van Jack Conway.

## Verhaal
Jack Norman is verliefd op de boekhoudster Kate Blair. Op de morgen dat hij wordt ontslagen, krijgt hij te horen dat hij een fortuin heeft geërfd. Kate besluit dat ze niet zal trouwen met Jack, totdat ze weet of het geld hem verandert. Hij krijgt het bovendien aan de stok met een misdaadbende, die het gemunt heeft op zijn erfenis.

## Rolverdeling
| Acteur             | Personage       |
| ------------------ | --------------- |
| Herbert Rawlinson  | Jack Norman     |
| Bert Roach         | Bobo Harmsworth |
| William Courtright | Simon Fisher    |
| Verne Winter       | Jimmy           |
| Lillian Rich       | Kate Blair      |
| Margaret Mann      | Grootmoeder     |
| Frederick Vroom    | Delmar          |
| Mary Huntress      | Mevrouw Clever  |
| Doris Pawn         | Marion Culbreth |
| E. Alyn Warren     | Evers           |